# 拉貝利亞杜爾緬特山 (秘魯)

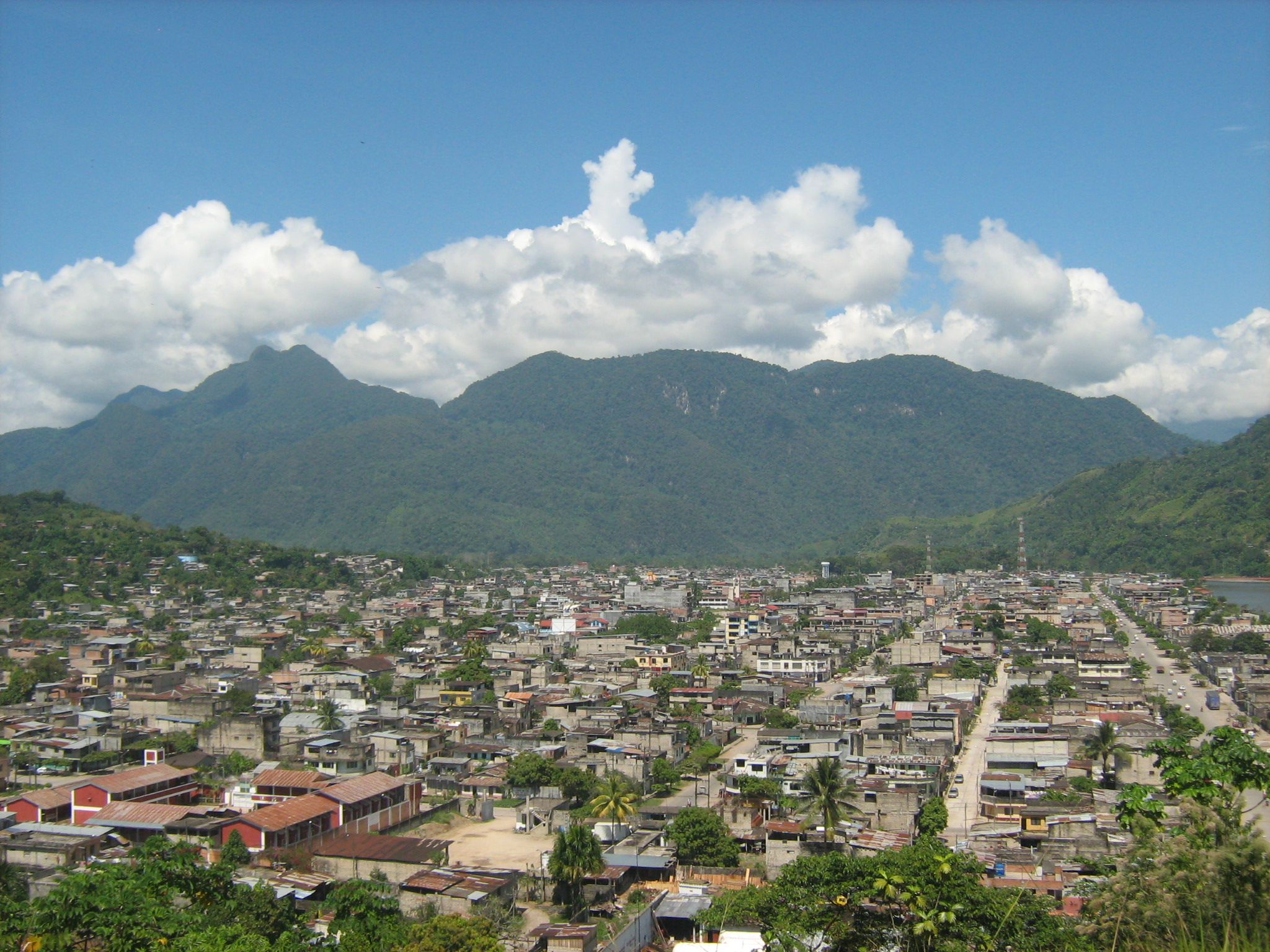

9°18′46″S 76°00′59″W / 9.31278°S 76.01639°W
拉貝利亞杜爾緬特山（西班牙語：Cordillera de La bella durmiente），是秘魯的山峰，位於該國中部瓦努科大區，由萊昂西奧帕拉多省的馬里亞諾達馬索貝勞恩區負責管轄，屬於安地斯山脈的一部分，海拔高度1,805米。